# آق سنقر برسقی
آق سنقر برسقی (عربی: قسیم الدوله سیف الدین ابو سعید آقسنقر البرسقی) اتابک موصل از ۱۱۱۳–۱۱۱۴ و مجدداً از سال ۱۱۲۴–۱۱۲۶ میلادی بود.

## به قدرت رسیدن
وی مملوک خاندان برسقی و نماینده مودود، اتابک موصل، در دربار سلطان سلجوقی، محمد یکم، بود. پس از قتل مودود توسط یکی از حشاشین در مسجد دمشق در ۲ اکتبر ۱۱۱۳، سلطان سلجوقی آق سنقر را به عنوان جانشین وی انتخاب کرد. همچنین سلطان سلجوقی به وی و دیگر امیرانش در شام دستور ادامه جهاد علیه دولت‌های صلیبی و صلیبیون را صادر کرد. آق سنقر حملاتی را به کنت‌نشین ادسا در آوریل و مه ۱۱۱۵ ترتیب داد. پس از رد درخواست وی توسط حاکم ارتقی ماردین، ایلغازی، آق سنقر به قلمروی وی یورش برد اما در جنگ در مقابل ایلغازی شکست خورد. پس از این شکست جایگاه خود را در موصل از دست داد و جویوش بیگ به عنوان اتابک موصل انتخاب شد.

## فرمانده مسلمانان
آق سنقر در سال ۱۱۲۴ بار دیگر به عنوان اتابک موصل انتخاب شد. در این زمان، بالدوین دوم اورشلیم، ژوسلین یکم ادسا و به همراه دیگر فرماندهان صلیبی، حلب را در اکتبر ۱۱۲۴ محاصره کردند. قاضی حلب، ابن خشاب از آق سنقر برای مقابله با صلیبیون کمک خواست. در سال ۱۱۲۵، وی بار دیگر حلب به قلمرو سلاجقه ضمیمه کرد. برسقی همچنین به قلمروی شاهزاده‌نشین انطاکیه یورش برد و نیروهای متحد صلیبی را وادار به محاصره کرد. او طغتکین را در نبرد اعزاز در ۱۱۲۵ همراهی کرد اما در این جنگ از صلیبیون شکست خورد. پس از این شکست، بالدوین توانست دخترش لوتا و ژوسلین ادسا را آزاد کند.
در ۲۶ نوامبر ۱۱۲۶ برسقی توسط تیمی از اسماعیلیان نزاری در مسجد جامع موصل زخمی شد.